# Берлемон
Берлемон (фр. Berlaimont) насеље је и општина у североисточној Француској у региону Север-Па д Кале, у департману Север која припада префектури Авне сир Елп.
По подацима из 2011. године у општини је живело 3.169 становника, а густина насељености је износила 241,91 становника/km². Општина се простире на површини од 13,10 km². Налази се на средњој надморској висини од 141 метар (максималној 172 m, а минималној 125 m).

## Демографија
| 1962. | 1968. | 1975. | 1982. | 1990. | 1999. | 2011. |
| ----- | ----- | ----- | ----- | ----- | ----- | ----- |
| 3.811 | 3.836 | 3.797 | 3.532 | 3.398 | 3.229 | 3.169 |

График промене броја становника у току последњих година